# Семака Ілля
Ілля фон Семака (нім. Ilja von Semaka) *23 вересня 1866 — †4 січня 1929 — український юрист, судовий радник, громадський і політичний діяч на Буковині (кін. ХІХ — поч. ХХ).

## Біографія
Ілько Семака народився 23 вересня 1866 року в селищі Берегомет Герцогство Буковина у сім'ї священика.
Закінчивши Чернівецьку ц.к. I Державну німецьку ґімназію, вивчав право в Чернівецькому університеті.
З 1891 р. почав судову практику у Чернівцях (надрадник Буковинського крайового суду). З 1897-го р. працював у суді в м. Радауц (пд. Буковина). У 1899 році переведений до м. Кіцмань (пн. Буковина), де працював секретарем, радником і начальником повітового суду. На початку ХХ ст. переведений суддею крайового суду.

## Громадсько-політична діяльність
Ще будучі в Кіцмані очолював місцеві осередки товариств «Український Народний Дім» та «Руської Бесіди».
Належав до Української національно-демократичної партії.
У 1907 році у «виборчому окрузі: Кіцмань-Садгора» був обраний послом до Райхсрату.
У австрійському Парламенті, разом з іншими українськими послами (депутатами) від Буковини та Галичини, Ілля фон Семака увійшов до створеного Українського клубу. Головною вимогою цього об'єднання стало створення української автономії в рамках Австро-Угорщини, до якої мали б увійти східна Галичина, північна Буковина і Закарпаття. Однак, 1909 р. буковинські посли вийшли з «Українського клубу», утворивши окремий Буковинський клуб на чолі з Миколою Васильком. Головна причина — розходження у поглядах на парламентську тактику. Галицькі депутати вважали, що потрібно проводити конфронтаційну політику, буковинські — вирішувати питання через компроміс. Однак, попри тактичні розходження, в більшості парламентських питань українські депутати діяли спільно.
1911 року був повторно обраний послом до Державної Ради.
Ілько Семака брав участь у нараді всіх українських послів від Галичини і Буковини, що відбулася 16 липня 1911 р., на якій було засновано Український парламентський союз.
1911 року відбулися останні вибори до Буковинського ландтаґу. Семака був обраний послом, де працював у Буковинському крайовому виділі (дещо подібно до виконкому).
Під час Першої світової війни — член Головної Української Ради (1914) і Загальної Української Ради (1915). З 5 грудня 1916 року член «Союзу українських парламентських та сеймових послів Буковини».
Під час війни переймався долею потерпілих буковинців, надавав посильну допомогу в їх облаштуванні. 1918-го року Ілько Семака написав:
|  | ...Світова війна спричинила багато лиха особливо на тих областях, ле вона вела ся, а властиво все ще далі веде ся. Найбільше потерпіли українці східної Галичини і Буковини, бо на сих областях відбували ся кроваві битви та повторяли ся кілька разів ворожі наїзди. Хто переїздив через Галичину, той бачив знищені села, міста та цілі сторони, спустошені ворогами. Значна часть населенняпокинула рідні сторони, одні втікали зі страху перед неприятелем, а дуже много наших людий мусіли опускати рідні села зі стратегічних або з політичних причин. Їх вивезено в західні краї Австрії та розміщено одних по громадах, а других по бараках, збудованих державним коштом.... |

## Боротьба за українську державність
19 жовтня 1918 року Ілля фон Семака у складі «буковинської делегації» брав участь у створені Української національної ради. Був обраний до її законодавчої та фінансової комісій. Брав активну участь у формуванні Українського крайового комітету, як складової частини УНРади. Активно долучався до роботи органу, зокрема організації Буковинського віче, що відбулося 3 березня 1918 року. За результатами віче працював над організацією української влади у північно-західній частині Буковини — формуванні Тимчасового уряду. Був членом комісії при передачі влади графом Ецдорфом. Останній в офіційному протоколі про передачу влади зазначив:
|  | ...Депутат парламенту фон Семака заявив мені, що будинок крайового уряду зяйнятий українськими військовими і закликав мене передати Українській Національній Раді державну владу над українськими областями Буковини і містом Чернівцями.... |

Після цього проводив з представником Румунської Національної Ради Аурелом Ончулом розмежування території Герцогства Буковина
Після окупації краю військами Румунського королівства, змушений був виїхати з Буковини разом зі всім Тимчасовим урядом Північної Буковини у Станіслав.

## Еміграція
З січня 1919 року Ілля фон Семака перебував у Відні, де працював в австрійській Ліквідаційній комісії, згодом — в екзильному уряді ЗУНР як керівник «Буковинської делегації УНРади». В цей період Семака намагається добитись вирішиння «буковинського питання» дипломатичними методами. В лютому 1922 року він передав меморандум про ситуацію на Буковині до президента Ради Послів. У березні того ж року висунув йому вимогу анулювати статті Сен-Жерменського та Севрського мирних договорів, що стосувались українських земель.
Активну діяльність Буковинська делегація УНРади під керівництвом Ілька Семаки продовжувала до 1923 року. На окуповану румунами Батьківщину Ілько вже не повернувся. Він оселився у місті Прєвідза в Чехо-Словаччині, де працював суддею.
4 січня 1929 року Ілля фон Семака відійшов у вічність.
Згідно із його заповітом, його тіло було перевезено у Буковину, де 23 червня поховали у родинному гробівці у Чернівцях.
На могильному пам'ятнику згодом був викарбуваний напис: «ЧЛЕН УКРАЇНСЬКОЇ НАЦІОНАЛЬНОЇ РАДИ».
Пізніше Іларій Карбулицький дуже коротко і влучно охарактеризує Ілька Семаку:
|  | ...був надзвичайно чесним і щирим українцем... |

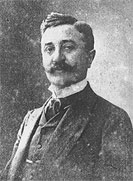
Ілля фон Семака
Будинок в Станіславі, у якому розміщувався Буковинська делегація УНРади

## Вшанування
У с. Майдан Берегометської селищної громади існує вулиця названа на честь Євгена, Іллі та Івана Семаків, яка носить назву вулиця Братів Семаків. 